# Цевна кутия
Цевна кутия – детайл или комплект от детайли, предназначени за затварянето на канала на ствола и поместването в себе си на основните механизми на стрелковото оръжие (заключващия, спусковия, ударния и предохранителния), а също и сцеплението на затвора със ствола. В самозарядното оръжие към нейните части влиза и приемника за патроните (напр. пълнителя).
Освен закрепването и съединяването на частите и механизмите в оръжието, цевната кутия служит за пометване на затворната група (затвора или затворната рама) и задаване на характера на нейните движения, подсигуряване на работата на механизма за подаване на патроните в ствола, затварянето на канала на ствола със затвора и заключването на затвора. В средата ѝ, като правило, е поместен ударно-спусковия механизъм. Самата цевна кутия защитава механизмите на оръжието от замърсяване и повреди.